# 11537 Guericke
11537 Guericke eller 1992 HY6 är en asteroid i huvudbältet som upptäcktes den 29 april 1992 av den tyske astronomen Freimut Börngen vid Tautenburg-observatoriet. Den är uppkallad efter den tyske fysikern Otto von Guericke.